# Terence Schreurs
 (janvier 2019).
Si vous disposez d'ouvrages ou d'articles de référence ou si vous connaissez des sites web de qualité traitant du thème abordé ici, merci de compléter l'article en donnant les références utiles à sa vérifiabilité et en les liant à la section « Notes et références ».
Terence Schreurs, née le 9 mai 1976 à Hoorn,, est une actrice et présentatrice néerlandaise.

## Filmographie

### Cinéma et téléfilms
- 2001 : Mis : Lydia
- 2001 : Baantjer : La policière
- 2001 : Costa! (nl) : Janneke
- 2001 : All stars (nl) : L'infirmière numéro 2
- 2002 : De enclave : La réceptionniste
- 2002 : Polonaise : Nena
- 2002 : Spangen (nl) : Priscilla
- 2002 : Barry H. : Sylvia
- 2002 : IC (Intensive Care) (nl) : L'infirmière Carmen Schipper
- 2002 : Spagaat : La mère de Nina
- 2003 : Loverboy (nl) : Felicia
- 2004 : De band (nl) : Mariska Lieftinck
- 2004 : Sprookjes : Sheima
- 2004 : Bezet (nl) : Luna
- 2006 : Spoorloos verdwenen (nl) : Titia Maduro
- 2006 : Doodeind : Joline
- 2007 : Ernst, Bobbie en de geslepen Onix (nl) : Saar
- 2007 : Hotel Paradijs : Claire
- 2007 : Grof Vuil : Romana
- 2007 : K3 en de kattenprins (nl) : Deux rôles (Fiorella et Ellen)
- 2008 : Ver van familie (nl) : Barbie König
- 2009 : De Punt (nl) : Noor
- 2009 : Toen was geluk heel gewoon (nl) : Sonja
- 2009 : Het leven uit een dag (nl) : Allison
- 2009 : Kinderen geen bezwaar (nl) : La boxeuse
- 2010 : Annie M.G. (nl) : Tops
- 2010 : Proost : La mariée
- 2011 : Mijn Opa de Bankrover : Madame
- 2011 : De Meisjes van Thijs (nl) : Kim
- 2011 : Van God los (nl) : Lotteke Landman
- 2011 : Klein : Carla
- 2011 : Seinpost Den Haag (nl) : Sonja Matulessi
- 2012 : De verbouwing : Kimmy
- 2012 : Goede tijden, slechte tijden : Yvon Terstal
- 2013 : Sinterklaasjournaal (nl) : Miss Marloes
- 2013 : Zusjes (nl) : Winnie Evers-Jonk
- 2014 : Hartenstraat (nl) : Lotte
- 2014 : Flikken Maastricht : Lisette Louwman
- 2014 : Rechercheur Ria (nl) : Melissa Huisman
- 2014 : Cornea : Noor
- 2015 : Kristen (nl) : Kristen
- 2019 : My Extraordinary Summer with Tess (en) : Elise

## Animation
- 2010 : Supernick (nl) sur Nickelodeon : Présentatrice